# Eugeniusz Koziej
Eugeniusz Koziej (ur. 15 listopada 1926 w Firleju, zm. 12 stycznia 2015 w Warszawie) – polski specjalista z zakresu elektrotechniki samochodowej oraz maszyn elektrycznych. W latach 1993–2003 członek Komitetu Elektrotechniki PAN.

## Życiorys

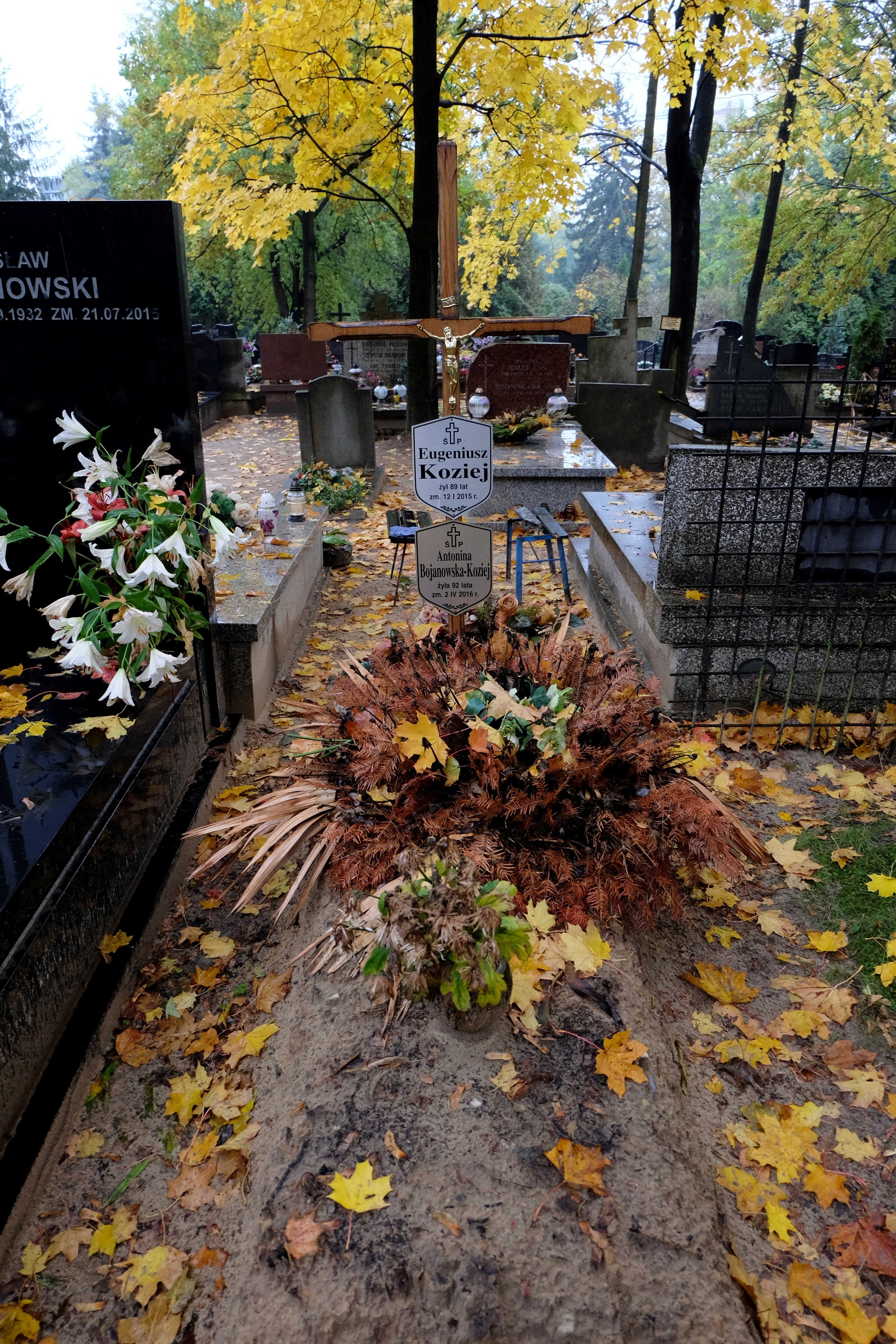
Grób prof. Eugeniusza Kozieja na Cmentarzu Wojskowym na Powązkach w Warszawie

Eugeniusz Koziej urodził się w roku 1926 w Firleju. W roku 1947, po uzyskaniu matury rozpoczął studia na Wydziale Elektrycznym Szkoły Inżynierskiej w Szczecinie (późniejsza Politechnika Szczecińska). Na trzecim roku studiów inżynierskich rozpoczął pracę jako asystent w Katedrze Maszyn Elektrycznych. W roku 1951 Eugeniusz Koziej uzyskał tytuł inżyniera, a w roku 1952 przeniósł się na Politechnikę Warszawską. Tytuł magistra otrzymał w roku 1954.
Eugeniusz Koziej staż odbył w Zakładach ELIN w Austrii (1957) oraz Zakładach Siemens w Belinie Zachodnim (1960). W latach 1977–1980 pracował jako konsultant dla Zakładach EMIT w Żylinie.
Oprócz pracy w przemyśle, prowadził także pracę badawczo-dydaktyczną na uczelniach technicznych. Pracował w Instytucie Elektrotechniki, na Politechnice Warszawskiej oraz Lubelskiej.
Na Politechnice Warszawskiej pełnił funkcję kierownika Zakładu Maszyn Elektrycznych (1976–1978, 1983–1990) oraz dyrektora Instytutu Maszyn Elektrycznych (1985–1988). W późniejszym okresie pełnił funkcje kierownika Katedry Maszyn Elektrycznych na Politechnice Lubelskiej, a w roku 1996 został członkiem Senatu PL.
Eugeniusz Koziej prowadził, także współpracę z uczelniami zagranicznymi. W latach 1984 i 1989 prowadził wykłady na studiach podyplomowych na Uniwersytecie Technicznym w Helsinkach.
Od roku 1998 profesor emeritus. Został pochowany na Powązkach Wojskowych w Warszawie (kwatera D-4-40). 

## Odznaczenia
- Krzyż Kawalerski Orderu Odrodzenia Polski,
- Złoty Krzyż Zasługi,
- Złota Odznaka Honorowa „Zasłużony dla Warszawy”,
- Medal Komisji Edukacji Narodowej,

oraz wielokrotnie nagradzany przez Ministra Nauki i Szkolnictwa Wyższego.